# 4918-as mellékút (Magyarország)
A 4918-as mellékút egy bő 21 kilométeres hosszúságú, négy számjegyű mellékút Szabolcs-Szatmár-Bereg vármegye keleti részén; a 471-es főút mátészalkai szakaszától húzódik a román határ közelében fekvő Vállajig.

## Nyomvonala
Mátészalka belterületének déli részén, a város déli iparterülete közelében ágazik ki a 471-es főútból, annak a 72+100-as kilométerszelvényénél, nagyjából déli irányban; ugyanott indul az ellenkező irányban a 49 331-es számú mellékút, az öt vasútvonal által is érintett Mátészalka vasútállomás és a mellette lévő autóbusz-állomás felé. Kezdeti szakasza a Zöldfa utca nevet viseli, de nagyjából egy kilométer megtétele után ki is lép a belterületről, és még a második kilométere előtt át is szeli a város déli határát.
Nyírcsaholy területén folytatódik, a belterület északi szélét a 3. kilométere után éri el, s ott a Hunyadi János utca nevet veszi fel. A központban, 4,9 kilométer után kiágazik belőle kelet felé a 49 332-es számú mellékút, ez a község keleti szélén húzódó Mátészalka–Nagykároly-vasútvonal Nyírcsaholy megállóhelyére vezet. Települési neve innét délre már Szabadság utca, így is lép ki a falu házai közül, 6,7 kilométer megtételét követően.
9,1 kilométer után elhalad Nyírcsaholy, Nagyecsed és Fábiánháza hármashatára mellett, a továbbiakban egy darabig e két utóbbi határát kíséri, majd 9,7 kilométer után teljesen fábiánházi területre ér. A tizedik kilométerétől kezdve belterületen húzódik, Kossuth Lajos utca néven, a 11. kilométere után pedig kiágazik belőle nyugatnak a 4921-es út Nagyecsed központja felé. A belterület déli részén már Petőfi Sándor nevét viseli, így hagyja maga mögött a belterület déli szélét. Még egy elágazása van fábiánházi területen: 15,3 kilométer után északkelet felől torkollik bele a 4922-es út, és csak ezután lép át a következő helység, Mérk határai közé.
A 18. kilométere közelében egy rövid szakaszon Tiborszállás határszélét is megközelíti, de utána szinte egyből beér Mérk házai közé, a Hunyadi János utca nevet felvéve. A központban, 19,5 kilométer után újabb elágazása következik: ott a 49 138-as számú mellékút ágazik ki belőle keletnek, ez a zsáktelepülésnek tekinthető Tiborszállásra vezet. Mérk a déli szélén úgyszólván teljesen összenőtt a következő településsel, Vállajjal, így amikor az út 20,3 kilométer után átlépi a két község határát, azt szinte csak a helységnévtábla jelzi, meg az, hogy a folytatása már a Szabadság utca nevet viseli. Így is ér véget, beletorkollva a 4915-ös út 21. kilométerénél lévő körforgalomba, a község központjának északi részén.
Teljes hossza, az országos közutak térképes nyilvántartását szolgáló kira.kozut.hu adatbázisa szerint 21,214 kilométer.

## Története
A Kartográfiai Vállalat 1990-ben megjelentetett Magyarország autóatlasza a teljes szakaszát kiépített, pormentes útként jelöli.

## Települések az út mentén
- Mátészalka
- Nyírcsaholy
- (Nagyecsed)
- Fábiánháza
- (Tiborszállás)
- Mérk
- Vállaj